# Toyota Motor Manufacturing Canada

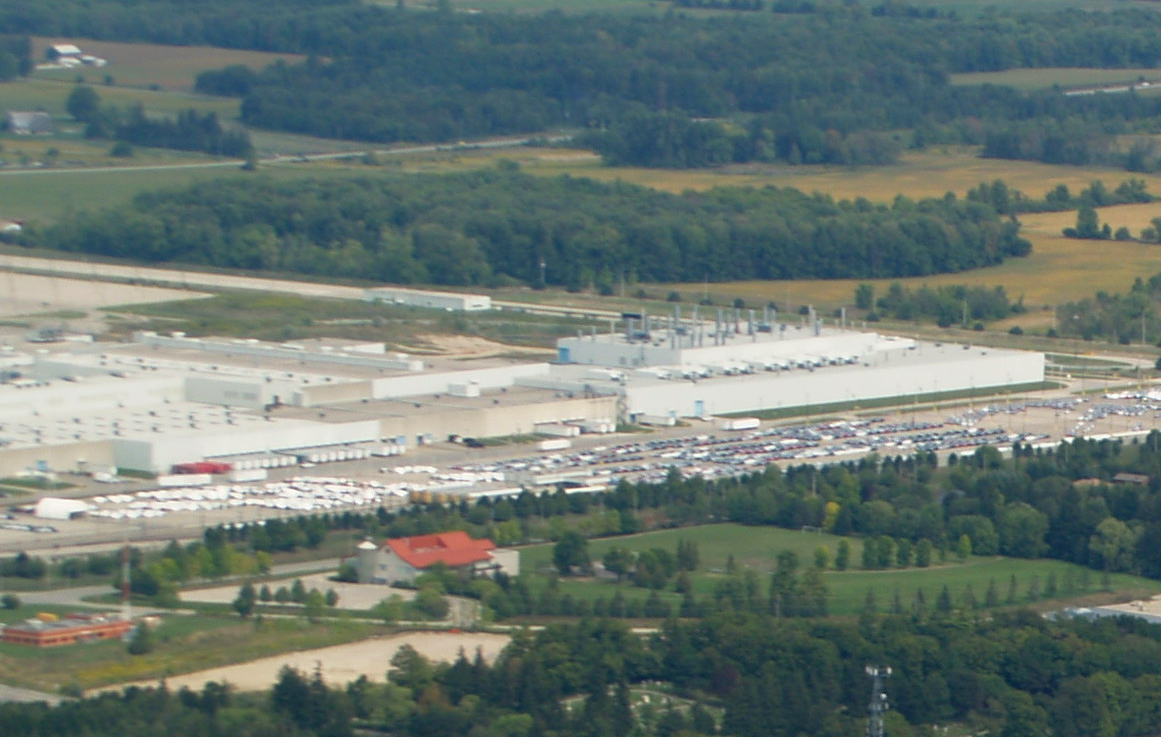
Fabrik der Toyota Motor Manufacturing Canada in Cambridge bei Toronto, Kanada

Toyota Motor Manufacturing Canada ist eine Niederlassung des japanischen Autoherstellers Toyota Motor Corporation. Der Sitz des Unternehmens befindet sich in Toronto. Das Unternehmen verfügt über zwei Produktionswerke für verschiedene Fahrzeugtypen. Ein Werk befindet sich in Cambridge und ein weiteres in Woodstock. Das Unternehmen vermarktet die Fahrzeuge in Kanada, den Vereinigten Staaten und zum Teil in andere Länder. Insgesamt sind 8.000 Mitarbeiter in Woodstock und Cambridge  beschäftigt.

## Geschichte
Am 12. Dezember 1985 gab das Unternehmen Planungen bekannt, ein Werk in Kanada zu errichten. 6. Mai 1986 begannen die Bauarbeiten für das neue Werk. Am 30. November 1988 rollte das erste Fahrzeug vom Band. Ein blauer viertüriger Mica Corolla Sedan. Vom 26. bis 29. Mai 1989 wurde die Fertigstellung des kompletten Werkes gefeiert. Am 30. November 1993 kam eine Motorenfertigungsstraße hinzu. 1994 wurde die Produktionskapazität des Werkes verdoppelt. 1995 begann die Motorenfertigung in Kanada. 1997 erfolgte eine weitere Expansion des Standorts. Des Weiteren begannen die Vorbereitung für die Produktion des Toyota Camry Solara. Am 13. Januar 1998 wurde das Besucherzentrum von Toyota eröffnet. Am 29. Juni 1998 rollte der erste Toyota Camry Solara vom Band. Am 22. September 1999 lief das einmillionste Fahrzeug vom Band. Am 21. Februar 2000 lief das erste Fahrzeug des Typs Camry Solara convertible vom Band. Am 5. April 2000 wurde bekannt gegeben, dass die neuen Lexus RX 330 Fahrzeuge in Kanada produziert werden. Die Erstauslieferungen sind im Jahr 2003 vorgesehen. 3. Januar 2002 der erste Matrix CUV rollt vom Band. Im Dezember 2002 läuft die Produktion des Toyota Camry Solara aus. Im gleichen Zug werden Vorbereitungen für die Produktion des neuen Lexus RX 330 getroffen. 26. September 2003 der erste Lexus RX 330 luxury sport rollt vom Band. Am 28. Juni 2004 wurde das zweimillionste Fahrzeug ausgeliefert. Am 30. Juni 2005 gibt Toyota den Bau eines neuen Werks in Woodstock, Ontario bekanntgegeben. Am 20. September 2006 erfolgte der Baubeginn für das neue Werks. Am 26. September 2007 wurde das dreimillionste Fahrzeug fertiggestellt. Am 4. November 2008 rollt der erste Toyota Rav 4 vom Band. Am 4. Dezember 2008 wurde das neue Werk in Woodstock feierlich eröffnet. Am 5. November 2012 lief das fünfmillionste Fahrzeug vom Band. Im Juni 2012 gab Toyota die Investition von 100 Millionen Dollar in das Werk bekannt. Weiterhin sollen 400 zusätzliche Mitarbeiter eingestellt werden. Damit sollen ab 2014 statt 30.000 Lexus RX 104.000 vom Band laufen. Die Produktionskapazität der Werke soll somit auf 500.000 Einheiten gesteigert werden.

## Produktionswerke
| Werk                  | Standort                              | Eröffnet | Anmerkungen                                                                         |
| --------------------- | ------------------------------------- | -------- | ----------------------------------------------------------------------------------- |
| Cambridge North Plant | 1055 Fountain Street North, Cambridge | 1988     | Im Werk werden produziert: Toyota Corolla (seit 1988) und Toyota Matrix (seit 2002) |
| Cambridge South Plant | 1055 Fountain Street North, Cambridge | 1999     | In diesem Werk werden Produziert: der Lexus RX (seit 2004)                          |
| Woodstock Plant       | 715106 Oxford Road, Woodstock         | 2008     | RAV4 (seit 2009)                                                                    |
| Aluminium wheel plant | 7233 Progress Way, Delta              | 1983     | produziert teile für die anderen Werke                                              |

## Fahrzeugmodelle
- Toyota Corolla
- Toyota Matrix
- Lexus RX 350/RX 450h
- Toyota RAV4
- Toyota RAV4 EV